# ایی‌گه فاربن
ایی‌گه فاربن (به آلمانی: IG Farben) شرکت صنایع داروسازی آلمانی بود که سال ۱۹۲۵ تأسیس و سال ۱۹۵۲ منحل شد.